# Down and Out
Down and Out è una canzone di Ringo Starr pubblicata come lato B del singolo Photograph, un successo internazionale per il batterista.

## La canzone

### Storia, composizione e registrazione
Down and Out è una composizione del solo Ringo Starr, accreditato con il suo vero nome, Richard Starkey; la composizione è un blues di dodici battute. Il batterista registrò la canzone nel Regno Unito, sotto la produzione di George Harrison, nel 1972, lo stesso periodo dei primi tentativi di incidere Photograph; nella registrazione, il drummer è accompagnato da George Harrison, dal pianista Gary Wright e dal bassista Klaus Voormann. Il primo era un altro membro dei The Beatles, ed, a seguire, suonano un suo futuro collaboratore ed infine Voorman era un amico dei Fab Four dai tempi di Amburgo, musicista ed artista; infatti, la copertina dell'album Revolver (1966) dei Beatles è ad opera sua, così come dei disegni, molto curati, presenti nell'LP Ringo (1973). Harrison, alla slide guitar, e Wright si esibirono ambedue in degli assoli. In seguito, Richard Perry, produttore dell'album Ringo, fece sovraincidere una sezione di corni; ciò fece accreditare, erroneamente, come unico produttore, Perry.

### Pubblicazione ed accoglienza
Il singolo Photograph, co-scritto con George Harrison, venne pubblicato a fine 1973 dalla Apple Records, con Down and Out sul lato B. Il 45 giri ebbe un enorme successo, entrando nella Top 10 britannica e raggiungendo la prima posizione negli USA. Photograph precedette l'album Ringo, un grande successo critico e commerciale, del quale è un masterpiece. Questa b-side continua una tradizione nella discografia del batterista: infatti, tutti i lati B furono quasi sempre sue composizioni, al massimo co-scritte con qualcun altro, come Vini Poncia; fino a quel momento, gli SP pubblicati da Ringo Starr erano Beaucoups of Blues, It Don't Come Easy e Back Off Boogaloo, e le b-sides, rispettivamente, Coochy Coochy, Early 1970 e Blindman, tutti brani accreditati ufficialmente a lui. Il primo lato B non scritto da lui fu, negli USA, Snookeroo, seconda facciata di No No Song (1975); nel Regno Unito il primo lato B non scritto da Starr fu invece No No Song, lì pubblicata come seconda facciata di Oh My My l'anno seguente.
La ristampa su CD dell'album Ringo contiene, come bonus track, Down and Out, assieme ad It Don't Come Easy ed Early 1970; nella versione pubblicata negli Stati Uniti e poi esportata, questa canzone è l'ultima delle tre tracce aggiuntive, venendo preceduta da Early 1970, mentre in quella del Regno Unito è la prima dei brani bonus, ed è posta tra You and Me (Babe) e It Don't Come Easy. Con un testo giudicato dal biografo Alan Clayson come trascurato, Roy Carr e Tony Tyler hanno considerato Down and Out come un riempitivo salvato da un arrangiamento professionale e dall'assolo distintivo di George Harrison alla slide guitar.

## Formazione
- Ringo Starr: voce, batteria
- George Harrison: slide guitar
- Klaus Voormann: batteria
- Gary Wright: tastiere[19]

### Annotazioni
1. ↑  Originale pubblicazione come b-side di Photograph, pubblicato il 24 settembre 1973 negli States ed il 18 del mese seguente nel Regno Unito.
2. ↑  Pubblicazione, come bonus-track, sulla ristampa su CD dell'album Ringo (in origine 1973), dove è incluso il suo lato A

### Bibliografiche
1. 1 2  Harry, pag. 643.
2. 1 2  Harry, pag. 872 - 874.
3. ↑  (EN) Graham Calkin, Ringo Starr - Oh My My, su jpgr.co.uk, JPGR. URL consultato il 1º settembre 2014.
4. 1 2 3  Clayson, pag. 244.
5. 1 2 3  Spizer, pag. 303.
6. ↑  Madinger & Easter, pag. 507.
7. ↑  Bourhis, pag. 16.
8. 1 2  Bourhis, pag. 22.
9. ↑  Bourhis, pag. 137.
10. ↑  Bourhis, pag. 61 - 62.
11. 1 2 3 4  (EN) Graham Calkin, Ringo, su jpgr.co.uk, JPGR. URL consultato il 31 agosto 2014.
12. 1 2  (EN) Graham Calkin, Ringo Starr - Photograph, su jpgr.co.uk, JPGR. URL consultato il 2014.
13. ↑  (EN) William Ruhlmann, Ringo - Ringo Starr, su allmusic.com, AllMusic. URL consultato il 1º settembre 2014.
14. ↑  (EN) Graham Calkin, Ringo Starr - It Don't Come Easy, su jpgr.co.uk, JPGR. URL consultato il 1º settembre 2014.
15. ↑  (EN) Graham Calkin, Ringo Starr - Back Off Boogaloo, su jpgr.co.uk, JPGR. URL consultato il 1º settembre 2014.
16. ↑  (EN) Graham Calkin, Goodnight Vienna, su jpgr.co.uk, JPGR. URL consultato il 1º settembre 2014.
17. ↑  Dal retro-copertina del CD statunitense dell'album Ringo (1991)
18. ↑  Roy Carr & Tony Tyler, pag. 107.
19. ↑  Dalle informazioni riportate nella sezione "Composizione e registrazione"